# Campanula coriacea
Campanula coriacea là loài thực vật có hoa trong họ Hoa chuông. Loài này được P.H.Davis mô tả khoa học đầu tiên năm 1962.